# Georges Capdeville
Pierre Georges Louis Capdeville (30 tháng 10 năm 1899 – 24 tháng 2 năm 1991) là một trọng tài bóng đá người Pháp. Ông được biết đến là trọng tài bắt chính trận chung kết Giải vô địch bóng đá thế giới 1938 ở Paris giữa hai đội tuyển Ý và Hungary. Ông là trọng tài người Pháp đầu tiên đã bắt trận chung kết World Cup.